# Hansjörg Kofink
Hansjörg Kofink (* 1. Juli 1936 in Stuttgart) ist ein deutscher Sportpädagoge, Leichtathletiktrainer und Dopingbekämpfer.

## Leben
Kofink trieb Handball und Faustball. 1957 errang er mit der Auswahlmannschaft der Universität Tübingen den zweiten Rang bei den Deutschen Hochschulmeisterschaften des Allgemeinen Deutschen Hochschulsportverbandes im Feld- und Hallenhandball. 1987 wurde er in der Altersklasse Ü50 deutscher Vizemeister im Faustball. Von 1964 bis 1970 war er Landestrainer beim Württembergischen Leichtathletikverband und dort für die Disziplinen Kugelstoßen und Diskuswurf zuständig. Von 1970 bis 1972 war Kofink beim Deutschen Leichtathletik-Verband (DLV) als Bundestrainer für die Betreuung der Kugelstoßerinnen verantwortlich. Obwohl sich drei von ihm betreute Athletinnen sportlich für die Olympischen Sommerspiele in München qualifizierten, wurden sie vom DLV nicht für die Spiele nominiert, weil den Verantwortlichen des DLV der Abstand zur Weltspitze zu groß gewesen sei und die Funktionäre verhindern wollten, dass die bundesdeutschen Kugelstoßerinnen im olympischen Wettkampf von Sportlerinnen aus dem Osten bezwungen wurden, äußerte Kofink gegenüber der Süddeutschen Zeitung rückblickend. „Aus Protest gegen die Verschleierung von Doping-Praktiken habe ich meine Bundestrainer-Tätigkeit beendet“, wurde Kofink zitiert.
Von 1979 bis 1989 war er stellvertretender Vorsitzender des Deutschen Sportlehrerverbandes (DSLV), bis 1990 Vorsitzender der baden-württembergischen Sparte des Verbandes sowie von 1989 bis 1999 DSLV-Bundesvorsitzender. Er wurde Ehrenvorsitzender des Landesverbandes des Deutschen Sportlehrerverbandes. Kofink war Mitbegründer der Europäischen Vereinigung für Körpererziehung EUPEA.
1990 wurde ihm das Bundesverdienstkreuz verliehen, 2007 erhielt er die „Plakette für besondere Leistungen im Sport und für die olympische Idee der Deutschen Olympischen Gesellschaft“.
Kofink war in Reutlingen als Gymnasiallehrer für Deutsch, Englisch und Sport und später als Fachleiter für Sport am Staatlichen Seminar für Didaktik und Lehrerbildung in Tübingen tätig. 2000 ging er in den Ruhestand.
Seine 2015 verstorbene Ehefrau Sigrun (geborene Grabert) war mehrfach bundesdeutsche Kugelstoßmeisterin und nahm für die BRD an Länderkämpfen und Europameisterschaften teil. Die beiden heirateten 1962 und bekamen drei Töchter. Ab Ende der 1960er Jahre betreute Kofink seine Frau als Kugelstoßtrainer.
2009 wurde er für seinen Kampf gegen das Doping mit der Heidi-Krieger-Medaille ausgezeichnet. Er engagierte sich gegen Dopingpraktiken im bundesdeutschen und nach der Wende im gesamtdeutschen Sport, besonders in der Leichtathletik. 2017 schrieb die Süddeutsche Zeitung, Kofink sei „seit Jahrzehnten Vorreiter im Anti-Doping-Kampf“. Der Deutsche Olympische Sportbund (DOSB) bezeichnete ihn „als unermüdlichen Fürsprecher des sauberen Sports und als entschiedener Anti-Doping-Kämpfer der ersten Stunde in der Bundesrepublik Deutschland“. Kofinks Ansicht nach seien Sportler unter anderem durch Verletzungen, die Leistungen der Weltspitze oder verschärfte Qualifikationsnormen des Deutschen Leichtathletik-Verband zum Doping gekommen. 2017 äußerte er, Medaillenforderungen seitens der Politik kämen „in manchen Disziplinen fast einer Ermunterung zum Dopen“ gleich. 2013 warf Kofink der Politik in einem Gespräch mit der Frankfurter Allgemeinen Zeitung im Kampf gegen Doping Heuchelei vor.